# Förbundsdagsvalet i Tyskland 1994
Förbundsdagsvalet i Tyskland 1994 ägde rum den 16 oktober 1994. CDU/CSU-alliansen ledd av Helmut Kohl förblev den största fraktionen i parlamentet, med Kohl kvar som förbundskansler i en koalition med knapp marginal omvald med Fria demokratiska partiet (FDP). Den valda förbundsdagen var fram till 2017 den största i parlamentets historia med 672 ledamöter.
Även om detta val inte ledde till något regeringsskifte, valdes många ledamöter in i förbundsdagen som senare skulle komma att spela en viktig roll. De blivande CDU-ledarna Friedrich Merz och Armin Laschet valdes in i Förbundsdagen för första gången 1994, liksom de blivande ministrarna Norbert Röttgen och Peter Altmaier. Det var det sista valet fram till 2009 som en borgerlig regering valdes.